# Agence nationale pour l'amélioration des conditions de travail
L’Agence nationale pour l'amélioration des conditions de travail (ANACT) est un établissement public à caractère administratif français créé en 1973, et placé sous la tutelle du ministère du Travail. Elle constitue la tête du réseau des agences régionales pour l’amélioration des conditions de travail (ARACT). L’agence nationale et les agences régionales ont pour mission de contribuer à l’amélioration des conditions des travailleurs par le soutien à l’expérimentation et à la recherche, le partage d’informations et l’appui aux entreprises dans les démarches qu’elles entretiennent en ce sens.
Ses missions et son fonctionnement sont fixés par les articles L. 4642-1 et suivants ainsi que R. 4642-1 et suivants du code du travail.

## Missions
L'Agence nationale pour l’amélioration des conditions de travail a pour objectifs d'améliorer conjointement les conditions de travail et la performance des structures constituant le tissu économique français. Elle se met en appui aussi bien du champ privé que du champ public, en privilégiant l'action sur les organisations du travail et les relations professionnelles. Elle a donc pour objets de :
- Réaliser des interventions auprès des structures, par le biais de son réseau ANACT-ARACT, afin d'agir sur les différents thèmes de la qualité de vie au travail (QVT).
- Produire des supports à destination des entreprises pour leur permettre d'animer et déployer leur propre politique de qualité de vie au travail : serious game, outils d'analyse ou de pilotage, retour d'expériences, transfert inter-entreprises, etc.
- Innover dans la prise en charge des conditions de travail et de la performance des structures, en testant de nouveaux formats : Prévackthon [2], etc.

Chaque année, l'ensemble du réseau Anact-Aract se réunit autour d'un événement national nommé « Semaine de la Qualité de vie au Travail »,  dont le thème est défini annuellement . Il permet de mettre en relief le travail du réseau, en organisant des conférences, séminaires, webinaires, etc. à destination des entreprises et associations et des acteurs de la prévention.

## Gouvernance
L'Anact possède un conseil d'administration et un conseil scientifique.

### Conseil d’administration
Il est tripartite, il est composé de représentants des organisations d’employeurs, de salariés et de l’État. En effet, l'Anact est fondé sur le principe du paritarisme, partant du principe que le dialogue social entre les syndicats doit porter la question des conditions de travail et de la performance de manière conjointe. En 2022, le Conseil est composé de la manière suivante  :
- 3 personnes qualifiées en matière de conditions de travail,
- 9 représentants des employeurs
- 9 représentants des salariés
- 6 représentants de l’État

Tous les membres sont nommées pour 3 ans, renouvelables, par arrêté du ministre chargé du travail.
Il possède également des personnalités dont la voix est consultative.

### Conseil scientifique
Il est composé de personnalités du monde de la recherche en sciences humaines et sociales, d’experts des questions d’organisation du travail et de responsables scientifiques d’institutions partenaires. Il donne un avis sur les orientations de l'ANACT, ses actions, leur suivi et leur pertinence.

## Structuration
L'Anact est situé à Lyon et est un établissement public à caractère administratif (EPA). Elle assure le maillage territorial par un ensemble d'Associations Régionales d'Amélioration des Conditions de Travail (ARACT), structures de droit privé.  Il existe une Aract dans chaque régions françaises soit au total depuis la loi NOTRE, 17 structures. Celles-ci sont financées par l’État par l'intermédiaire des DIRECCTE, par l'Aact et par la Région ainsi que par des ressources complémentaires.
De la même manière, chaque Aract possède une gouvernance paritaire avec un conseil d’administration composé de représentants employeurs et salariés. Elle possède également un conseil d'orientation, équivalent du conseil scientifique de l'Anact, composé de membres locaux.
Le réseau des ARACT représente environ 200 salariés 